# Tajemnica Andromedy
Tajemnica Andromedy (ang. The Andromeda Strain) – amerykański film fantastycznonaukowy z 1971 roku w reżyserii Roberta Wise’a. Scenariusz powstał na podstawie książki Michaela Crichtona pod tytułem „Andromeda” znaczy śmierć. Zdjęcia kręcono w Kalifornii i Teksasie.
W 2008 nakręcony został remake w formie miniserialu pt. Andromeda znaczy śmierć.

## Fabuła
Po zderzeniu z meteorytem na pustynię w Arizonie spada jeden z satelitów. Wszystkie istoty żywe, znajdujące się w jego pobliżu, natychmiast giną, a jedynymi ocalonymi z pobliskiej wioski są stary alkoholik oraz noworodek.
Zostaje powołany zespół specjalistów, który w podziemnym, odciętym od świata laboratorium biologicznym, ma zbadać meteor i ustalić przyczynę zagrożenia.

## Obsada
- Arthur Hill jako dr Jeremy Stone
- David Wayne jako dr Charles Dutton
- James Olson jako dr Mark Hall
- Kate Reid jako dr Ruth Leavitt
- Paula Kelly jako Karen Anson
- George Mitchell jako Peter Jackson
- Mark Jenkins jako porucznik Shawn
- Peter Helm jako sierżant Crane
- Joe Di Reda jako sierżant Burk
- Ramon Bieri jako major Arthur Manchek
- Carl Reindel jako porucznik Comroe
- Frances Reid jako Clara Dutton
- Peter Hobbs jako generał Sparks
- Kermit Murdock jako dr Robertson
- Richard O’Brien jako Grimes
- Eric Christmas jako senator Phillips
- Ken Swofford jako Toby
- John Carter jako kapitan Morton

## Nagrody i nominacje
44. ceremonia wręczenia Oscarów
- Najlepsza scenografia i dekoracje wnętrz – Boris Leven, William H. Tuntke, Ruby R. Levitt (nominacja)
- Najlepszy montaż – Stuart Gilmore, John W. Holmes (nominacja)

29. ceremonia wręczenia Złotych Globów
- Najlepsza muzyka – Gil Melle (nominacja)